# 村上信五
村上信五（日语：／ Murakami Shingo，1982年1月26日—）是日本歌手、演員，傑尼斯事務所旗下偶像團體關西傑尼斯8成員之一，代表色为紫色，團體以樂團形式演出時負責演奏電子琴。

## 个人经历

### 出道经历
1996年3月，因坐前座的同班女生称“不想自己一人去”而陪同参加杰尼斯的海选，然而其简历一次通过。当时母亲反对信五从艺，但他表示“要守信用”，于是于1996年12月25日加入杰尼斯事务所。面试时是与横山裕一同参加的，审查员则是瀧澤秀明。大约在1998年成为小杰尼斯，2000年起开始参与常规节目。2002年，成为關西傑尼斯8的成员。

### 演艺事业
当初结成关8时，村上被指定为电子琴担当，然而他当时毫无演奏电子琴的经验。不过，关8出道之后一直人气低迷，正是因为村上确立出格搞笑偶像的路线而使得关8的人气得以扩散到首都圈。
村上作为歌手，大部分时间是与团体一起活动，唯一一次个人演唱会是在2006年于大阪举行。
村上经常出演舞台剧，刚入社不满一年便登上舞台，更在2009年自导自演单人舞台剧并连续十年演出。
村上作为主持人亦相当活跃，2018年当时，他参与4个团体综艺，另有4个个人综艺和2个个人广播节目，亦有评论将其与前辈中居正广相提并论。此外，他还参与体育赛事的转播工作，并在不同电视台担任大赛转播员或现场主持人。

## 轶事
- 與澀谷昴、橫山裕三人合稱為三馬鹿。
- 與澀谷昴組成“松原.”，「松原」指涩谷，而他则是那一「.」。
- 曾說過“不用期盼所做的每件事都會有100分的收穫，只要能做到100分的努力就夠了”。
- 在《月曜夜未央》透露，自己原本也以美男子自居，但進入傑尼斯後，卻被同年的瀧澤秀明的顏值震撼到，因此有著一些自卑感。
- 在《月曜夜未央》中被安插了十分有钱的人设，亦是节目组经常吐槽的对象，甚至有部分采访路人能正确记得主持人贵妇松子，却会记不得或说错村上的名字（然而亦有极少相反情况）。
- 也是在《月曜夜未央》里，贵妇松子曾经希望村上担任富士电视台的东京奥运主持人，结果完全言中。

## 參與演出

### 綜藝
※僅列出個人活動部分，團體共同參與的演出請參照關8相關欄目。
- Music Jump（NHK BS2・NHK BShi）1997年～2000年 已結束播放
- Kanjani Knight（關西電視台）1997年～1998年 已結束播放
- なんじゃに!?関ジャニ（關西電視台）1998年 已結束播放
- 8時だJ（朝日電視台系列）1998年～1999年 已結束播放
- 京都ビストロジャーニー（朝日放送）1998年～1999年 已結束播放
- やったるJ（朝日電視台系列）1999年～2000年 已結束播放
- ピカイチ（NTV系列）1999年～2000年 已結束播放
- music-enta（朝日電視台系列）2000年～2001年 已結束播放
- ガキバラ帝国2000!（TBS系列）2000年～2001年 已結束播放
- ガキバラ!（TBS系列）2001年 已結束播放
- USO!?Japan（TBS系列）2001年～2003年 已結束播放
- 女神のアンテナ（朝日電視台）2007年11月5日～2008年8月25日 已結束播放
- モモコのＯＨ！ソレみ～よ（關西電視台）2003年4月5日～2013年3月 (村上畢業)
- UEFAユーロ2012・サッカー 欧州選手権 （TBS系列）2012年6月8日～7月1日 特別播報員
- ヒルナンデス! （日本電視台 星期四主持人 ~2016年3月31日畢業)
- 村上マヨネーズのツッコませて頂きます！(關西電視台） 2013年10月20日～2021年10月13日 已结束播放

ON AIR
- 月曜夜未央（日本電視台 2012年4月9日～)
- 村上信五とスポーツの神様たち (富士電視台 2015年4月15日～)

### 電視劇
- ママチャリ刑事/小泉信太郎（1999年1月~3月 TBS）
- 熱血戀愛之路 (第10話 魔羯座B型BOY 1999年3月14日 &第16話 射手座A型BOY 1999年4月25日 日本電視台 )
- J家的叛亂/城之內信五 ( 1999年4月9日~2000年9月30日 朝日電視台 )
- 恐怖星期天 (第二話 來醫院的小孩 1999年7月11日 日本電視台 )
- 行け行けイケメン!/龍一（2000年1月9日~3月26 日本電視台）
- 恐怖星期天~2000~ (第三話 小香~夢中的少女 日本電視台 )
- 史上最惡約會 ( 第七話 沒有廁所 2000年7月16日 &第17話 花心男 2001年1月21日 日本電視台)
- NAVER LAND/筱原寬司（2001年7月~9月 TBS )
- 演技者/博 （第11弾 狂 うがまま 2003年6月17日~7月15日 富士電視台）
- 純情派刑警/真木大輔（2004年7月~9月・1月1日 &2005年4月 6月 &12月21日 &2006年12月30日 朝日電視台)
- 謝謝你，媽媽/葉山虎太郎（2008年10月7日 關西電視台 特別劇)
- MY GIRL/柴田友哉（2009年10月~12月朝日電視台）
- 0號房客人/嵐山（2010年1月 第4話 被分數追趕的人 富士電視台 )
- 養狗的故事/帥氣店員(最終話 友情出演) （2011年6月10日 朝日電視台）
- 只要活著就好/嶺栄作（2011年8月20日 日本電視台 24小時特別劇）
- 偶像爸爸!/村上信五（2012年4月~6月 TBS )
- 噴涕大魔王/大魔王&小茂茶太郎（ 2013年11月17日 富士電視台開局55周年記念 特別劇 )

### 電影
- 關八戰隊／主演‧村岡雄貴(茄子) 2012年7月28日上映
- 關八戰隊 2 ／主演‧村岡雄貴(茄子) 2014年7月26日上映

### 廣播
- 村上信五の週刊関ジャニ通信（ABC RADIO）
  - 村上為主要主持人，每週有三位成員輪替參與節目。
- ABCミュージックパラダイス（ABC RADIO）
  - 関ジャニの男前めざせ! 毎週六24時10分左右
- 聞くジャニ∞（MBS RADIO）※不定期出演
- 関ジャニ∞ 橫山裕・村上信五のレコメン!（文化放送） (～2013年3月28日)
- 関ジャニ∞ 村上信五・丸山隆平のレコメン!（文化放送） (2013年4月4日～2016年3月24日）
- 関ジャニ∞ 村上信五・桐山照史・中間淳太のレコメン!（文化放送） (2016年3月31日～2018年3月29日ヒナ卒業）
- 村上信五くんと経済クン（文化放送）（2018年4月7日～）

### CM
- HOUSE食品「好きやねん」（関西地區限定播放）
- 東京NEWS通信社「TV GUIDE」（2006年聖誕節超特大號・2007年元月超特大號）
- 日清食品「日清炒麵U.F.O.」男道場 MEN篇（2007年3月）
- 日清食品「日清炒麵U.F.O.」男道場　幸運篇（2007年6月）
- 日清食品「日清炒麵U.F.O. NEXT GENERATION」「あなたならどっち」篇
- 日清食品「日清炒麵U.F.O.」男道場 圈外篇
- 日清食品「日清炒麵U.F.O.」男道場 滿月篇
- GUTHY-RENKER JAPAN「proactiv」（2010年10月~）
- HottoMotto ほっともっと（2013年）

### 舞台劇
※僅列出個人活動部分，團體共同參與的演出請參照關8相關欄目。
- 1997年8月 「KYO TO KYO」
- 1998年4月、7月～9月「KYO TO KYO」
- 2002年11月16～12月1日 「The Kiss of an Invisible Man透明人間的蒸氣」
- 2003年2月－3月 「フォーティンブラス」
- 2008年1～2月 「未定『壹』」(WITH 涉谷 昴)
- 「If or...」（2009年1月 - 2月）
- 「If or...II」（2010年2月 - 3月）
- 「If or...III」（2011年2月 - 3月）
- 「If or...IV」（2012年2月 - 3月）
- 「If or...V」（2013年2月 - 3月）
- 「If or...VI」（2014年3月9日 - 4月6日)
- 「If or...VII」（2015年2月8日 - 3月8日)
- 「If or...VIII」（東京 2016年2月21日 - 3月13日 大阪 2016年3月18日 - 3月23日)
- 「If or...Ⅸ」（大阪 2017年2月19日 - 2月26日 東京 2016年3月2日 - 3月20日)
- 「If or...X」（大阪 2018年2月18日 - 2月25日 東京 2018年3月1日 - 3月18日）

### 演唱會
※正式組成關8後的活動請參照關8相關欄目。
- 1998年12月27日－1999年 1月 6日Johnnys Jr.「Johnny's Winter Concert」橫濱・大阪
- 1999年 5月 2日～ 6月20日Johnnys Jr.「Fresh Spring Concert '99」橫濱・大阪
- 1999年 8月13日～15日関西Jr.「FIRST LIVE」Zeep大阪
- 1999年10月 9日Johnnys Jr.「特急投球コンサート」（東京巨蛋）
- 1999年12月20日－25日関西Jr.「X'mas present」（大阪松竹座）
- 2006年12月21日・23日～24日 SOLO CONCERT（大阪松竹座）

### 体育赛事
- 2012年欧洲杯（TBS）[8]
- 2014年世界杯（TBS）[9]
- 2018年世界杯（朝日电视台）[10]
- 2020年东京奥运会（富士电视台，主要主持人）[11]
- 2022年北京冬季奥运会（富士电视台，主要主持人）[12]

### LIVE VHS
- 1998年7月29日 素顔
- 1999年9月22日 素顔2
- 2000年2月25日 ジャニーズJr.特急・投球コンサート10月9日東京ドームに大集合!!
- 2001年2月14日 素顔3

## 相關資料
1. ↑  . TV LIFE web.   [2022-01-18]. （原始内容存档于2022-01-18） （日语）.
2. ↑  . Techinsight（テックインサイト）|海外セレブ、国内エンタメのオンリーワンをお届けするニュースサイト. 2013-10-14  [2022-01-18]. （原始内容存档于2022-01-18）.
3. 1 2  . web.archive.org. 2018-02-21  [2022-01-18]. 原始内容存档于2018-02-21.
4. ↑  . web.archive.org. 2006-12-21  [2022-01-18]. 原始内容存档于2006-12-21.
5. ↑  . ジャニーズ事務所公式サイト「Johnny's net」.   [2022-01-18]. （原始内容存档于2022-01-18） （日语）.
6. ↑  . クランクイン！- エンタメの「今」がわかる　映画＆エンタメニュースサイト.   [2022-01-18] （日语）.[]
7. ↑  . ORICON NEWS.   [2022-01-18]. （原始内容存档于2022-01-18）.
8. ↑  . ORICON NEWS.   [2022-01-18]. （原始内容存档于2022-01-08）.
9. ↑  . ORICON NEWS.   [2022-01-18]. （原始内容存档于2022-01-08）.
10. ↑  . ORICON NEWS.   [2022-01-18]. （原始内容存档于2022-01-18）.
11. ↑  . ORICON NEWS.   [2022-01-18]. （原始内容存档于2021-12-08）.
12. ↑  . ORICON NEWS.   [2022-01-18]. （原始内容存档于2021-10-31）.